# Gillberga distrikt, Södermanland
Gillberga distrikt är ett distrikt i Eskilstuna kommun och Södermanlands län. 
Distriktet ligger sydväst om Eskilstuna. 

## Tidigare administrativ tillhörighet
Distriktet inrättades 2016 och utgörs av socknen Gillberga i Eskilstuna kommun
Området motsvarar den omfattning Gillberga församling hade vid årsskiftet 1999/2000.